# Espectroscopía del infrarrojo cercano
La espectroscopia (o espectroscopía) del infrarrojo cercano (NIR) utiliza desde el extremo de las longitudes más altas del espectro visible (alrededor de 780 nm) hasta los 3000 nm (13 000 cm-1 hasta 3300 cm-1). Las bandas de absorción en esta zona son sobretonos o combinaciones de las bandas vibracionales de tensión que se producen en la región de 3000 a 1700 cm-1. Los enlaces implicados por lo general son: 
- C-H
- N-H
- O-H

Debido a que las bandas son sobretonos o combinaciones, sus absorbancias molares son pequeñas y los límites de detección son del orden del 0.1%.

## Historia

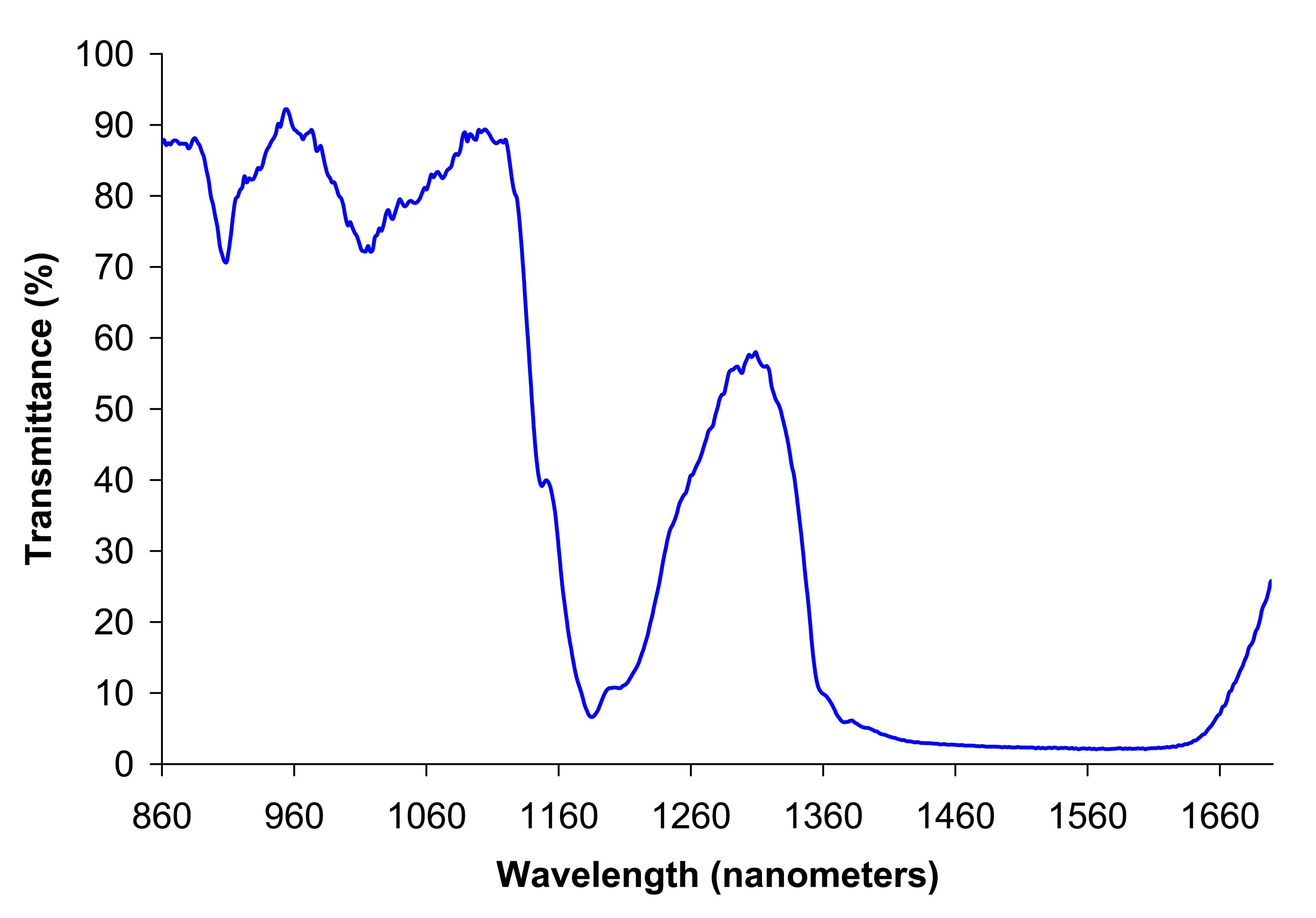
Espectro del infrarrojo cercano del etanol líquido

El descubrimiento de la energía del infrarrojo cercano se atribuye a William Herschel en el siglo XIX, pero la primera aplicación industrial comenzó en la década de 1950. En las primeras aplicaciones, la NIRS se usó solo como una unidad adicional de otros dispositivos ópticos que usaban otras longitudes de onda como los espectrómetros ultravioleta (UV), visible (Vis) o infrarrojo medio (MIR). En la década de 1980, se puso a punto un sistema NIRS independiente de una sola unidad, pero la aplicación de la NIRS se centró más en el análisis químico. Con la introducción de la óptica de fibra óptica a mediados de la década de 1980 y los desarrollos de los detectores de monocromadores a principios de la década de 1990, la NIRS se convirtió en una potente herramienta para la investigación científica.
Este método óptico se puede utilizar en varios campos de la ciencia, incluida la física, la fisiología o la medicina. Tan solo en las últimas décadas la NIRS se comenzó a usar como una herramienta médica para monitorear a los pacientes.

## Instrumentación y técnicas
La instrumentación utilizada en la región del IR (Infrarrojo) cercano es semejante a la que se emplea para la espectroscopia de absorción ultravioleta/visible. Como fuentes se utilizan las lámparas de Wolframio, y por lo general, las celdas son de cuarzo o sílice fundida como las que se utilizan en el intervalo de 200 a 770 μm.
La longitud de las celdas varía de 0.1 a 10 cm. Los detectores normalmente son fotoconductores de sulfuro de plomo. Algunos espectrofotómetros comerciales se han diseñado para trabajar desde 180 a 2500 μm, y de este modo se puede utilizar para obtener espectros de IR cercano.

## Aplicaciones
En contraste con la espectroscopia de IR medio, la de IR cercano es menos útil para la identificación, y más útil para el análisis cuantitativo de compuestos que contengan agrupaciones funcionales con hidrógenos unidos a carbonos, nitrógenos y oxígenos. Estos compuestos se pueden determinar a menudo con exactitudes y precisiones más semejantes a las de espectroscopia UV/visible que a las de espectroscopia de IR medio. 
Algunas aplicaciones incluyen la determinación de agua en una variedad de muestras como glicerol, hidrazina, películas orgánicas, y ácido nítrico fumante. La determinación cuantitativa de fenoles, alcoholes, ácidos orgánicos e hidroperóxidos se basa en el primer sobretono de la vibración de la tensión O-H que absorbe alrededor de 7100 cm-1 (1.4 μm); la determinación de ésteres, cetonas y ácidos carboxílicos se basa en su absorción en la región de 3300 a 3600 cm-1 (2.8 a 3.0 μm). En este caso la absorción corresponde al primer sobretono de la vibración de tensión del carbonilo.
La espectrofotometría en el IR cercano también es una valiosa técnica para la identificación y determinación de aminas primarias y secundarias en presencia de aminas terciarias en mezclas. Los análisis por lo general se llevan a cabo en disoluciones de tetracloruro de carbono y en celdas de 10 cm. Las aminas primarias se determinan directamente midiendo la absorbancia de una combinación de la banda de tensión N-H alrededor de 5000 cm-1 (2.0 μm); en esta región no absorben ni las aminas secundarias ni las terciarias, estas tienen varias bandas de absorción superpuestas en la zona de 3300 a 10 000 cm-1 (1 a 3 μm), debido a las vibraciones de tensión N-H y sus sobretonos, mientras que las aminas terciarias no pueden presentar estas bandas.
De este modo, una de esas bandas permite hallar concentración de la amina secundaria después de corregir la absorción por la amina primaria.

## Espectroscopia de reflectancia en el Infrarrojo cercano
La espectroscopia en el infrarrojo cercano se ha convertido en una técnica importante para la determinación rutinaria de los constituyentes en sólidos finamente divididos. De hecho es ampliamente utilizada en la determinación de proteínas, humedad, almidón, aceites, lípidos y celulosa en productos agrícolas tales como granos y aceites de semillas.
Por ejemplo: todo el trigo que vende Canadá debe tener un contenido de proteína garantizado, y en consecuencia la Canadian Grain Commission debía realizar más de 600 000 determinaciones de proteína por el método Kjeldahl. Actualmente se estima que el análisis de la proteína del 80 al 90% de todo el grano canadiense se realiza por espectroscopia de reflectancia en el infrarrojo cercano, lo que comporta un ahorro en costes de análisis de más de 500 000 de dólares.
En la espectroscopia de reflectancia en el Infrarrojo cercano la muestra finamente pulverizada se irradia con una o más bandas de radiación de longitud de onda comprendida entre 1 y 2.5 μm, o 10 000 y 4000 cm-1. Se produce una reflectancia difusa, en la que la radiación penetra a través de la superficie de la capa de partículas, excita los modos de vibración de las moléculas del analito, y luego se dispersa en todas las direcciones. De este modo, se produce un efecto de reflectancia que depende de la composición de la muestra. 
En este caso la ordenada es el logaritmo de la inversa de la reflectancia R, R: es el cociente entre la intensidad de radiación reflejada por la muestra y la reflectancia de un patrón, en este caso como sulfato de bario u óxido de magnesio finamente pulverizados. La banda de reflectancia a 1940 μm corresponde a un pico del agua que se utiliza para determinar la humedad. El pico cercano a 2100 μm corresponde de hecho, a dos picos superpuestos, uno del almidón y otro de la proteína. Realizando mediciones a dos longitudes de onda en esta región, se pueden determinar las concentraciones de cada uno de esos componentes.
Instrumentos para las medidas de reflectancia difusa se encuentran ya comercializados. Algunos de esos equipos emplean varios filtros de interferencia que proporcionan bandas de radiación estrechas. Otros están equipados con monocromadores de red. Por lo general, las medidas de reflectancia se efectúan a dos o más longitudes de onda para cada analito que se determina.
Por ejemplo: para la determinación de proteína en trigo, se necesitan de 30 a 50 muestras de trigo que contengan de un 10 a 205 de proteína. Cada una de las muestras se analiza químicamente y con rigor mediante el procedimiento estándar de Kjeldahl para determinar la proteína. Para las mediciones de la reflectancia, las muestras se pulverizan hasta un tamaño de partícula controlado y homogéneo y se mide su reflectancia a dos o más longitudes de onda. Para establecer las longitudes de onda óptimas de medida se ha de emplear un tiempo y un esfuerzo considerables. A partir de este estudio, se desarrollan y comprueban las ecuaciones que relacionan las reflectancias medidas con el porcentaje de proteína. Honigs y otros autores han estudiado más detalles con respecto al procedimiento de calibración.
La gran ventaja de los métodos de reflectancia en el infrarrojo cercano es su rapidez y su simplicidad en la preparación de la muestra.
Una vez que se ha completado el desarrollo del método, se puede realizar el análisis de varias especies en muestras sólidas en pocos minutos. En general, se encuentran exactitudes y precisiones relativas del 1 al 2%.